# Album koncertowy

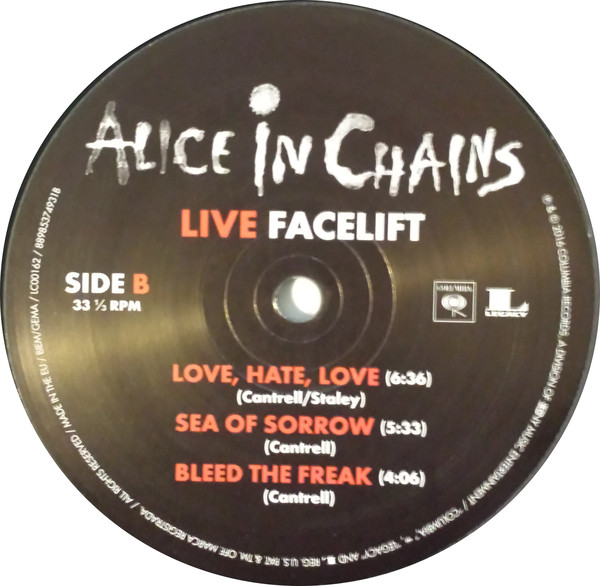
Album koncertowy

Album koncertowy (ang. live album) – album zawierający materiał nagrany podczas występu na scenie. Album taki może być nagrany podczas pojedynczego występu lub być połączeniem nagrań z kilku występów, oprócz tego może być nagraniem koncertu lub po prostu płytą CD z nagranymi na żywo utworami. Nagrania znajdujące się w albumie koncertowym mogą różnić się od studyjnych, ponadto zawierają najczęściej odgłosy publiczności oraz komentarze muzyków.
Nielegalnie dystrybuowane nagrania z koncertów zarejestrowane bez zgody wykonawców to tzw. bootlegi.